# Rumlaborgs län

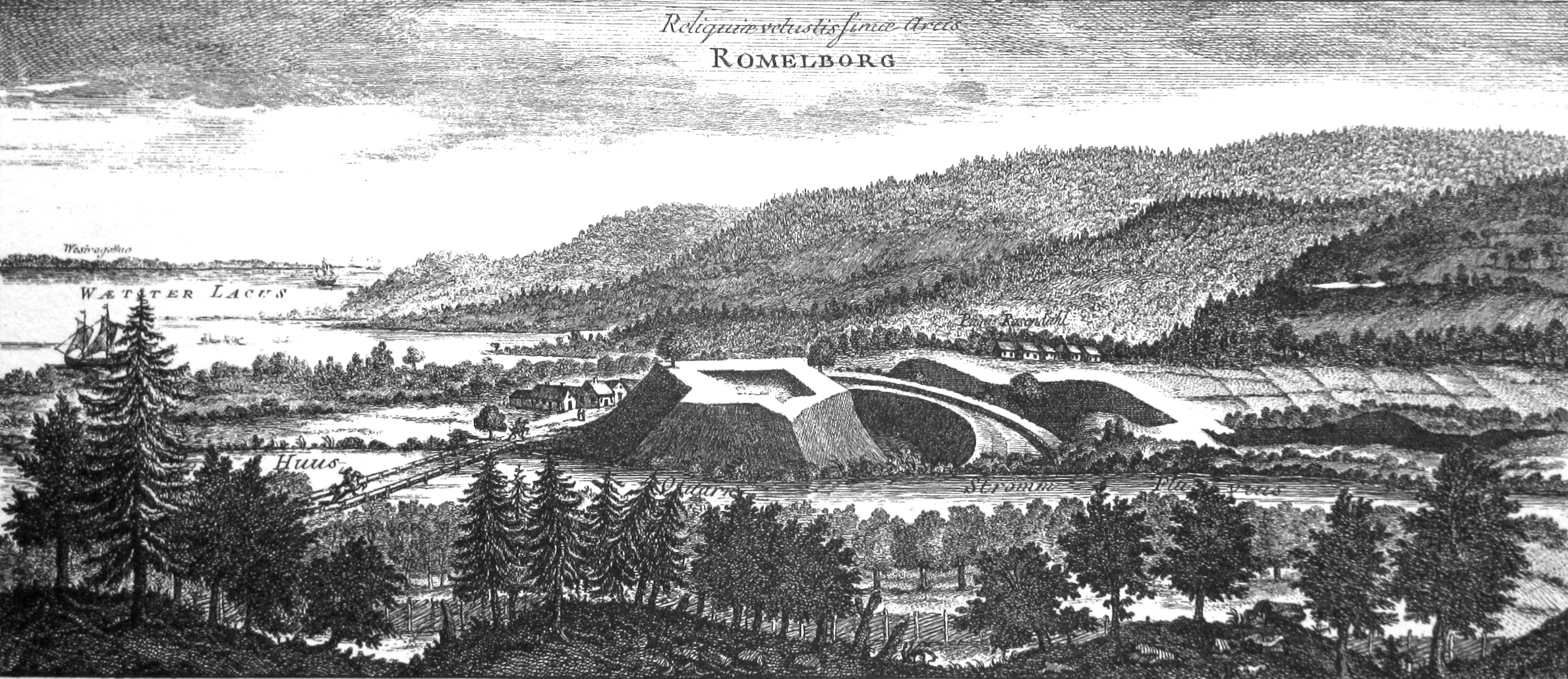
Ruinerna av Rumlaborg omkring 1700

Rumlaborgs slottslän var ett slottslän i det som nu är landskapet Småland. Det fanns sedan 1300-talet, då Sverige ingick i Kalmarunionen. Länets administrativa centrum  var Rumlaborg. Omtalat 1358 som Præfectura Junacopensis, 1377 Junakøpunghs føghati, från 1385 Rumlaborgs fögderi eller län. 
Länet omfattade Tveta, Vista, Norra Vedbo, Mo och Jönköpings stad samt Habo och Fiskebäcks socknar. Där dock socknarna och Mo härad föll bort till början av Gustav Vasas regeringstid. Efter olika bortförläningar på 1530-talet återdtod inget med än slottet och dess närområde av länet
På 1540-talet återuppstod sedan länet när Jönköpings slottslän bildades och övertog område haft. 